# Эмбаба
Эмбаба (Эмбабах, Имбаба, Инбаба, араб. إمبابة‎) — густонаселённый бедный район на окраине Большого Каира в Египте, северный рабочий пригород города Эль-Гиза, в верхней части дельты Нила, на левом (западном) берегу Нила, против и несколько севернее Булака, к северо-западу от острова Гезира (Эз-Замалика), в 12—15 км от пирамид. Административный центр одноимённого округа (марказа, مركز‎).
В ходе экспедиции Бонапарта состоялось сражение у Шубрахита 16 июля 1798 года, в котором французские силы победили мамлюкское войско. 16 июля Мурад Бей появился в селении Эмбаба и отдал распоряжение начать возведение линии укреплений от Эмбаба до Баштила. 21 июля близ деревни Эмбаба состоялась битва у пирамид, в которой французские войска победили мамлюкское войско.
Вечером 7 мая 2011 года произошла серия нападений на коптские христианские церкви в Эмбабе с многочисленными человеческими жертвами.